# IC 1070
IC 1070 је спирална галаксија у сазвјежђу Дјевица која се налази на листи објеката дубоког неба у Индекс каталогу.
Деклинација објекта је + 3° 29' 7" а ректасцензија 14h 53m 51,2s. Привидна величина (магнитуда) објекта IC 1070 износи 14,4 а фотографска магнитуда 15,2. IC 1070 је још познат и под ознакама CGCG 48-59, NPM1G +03.0455, PGC 53245.